# Chomutovka
Chomutovka je říčka v severozápadních Čechách, levostranný přítok Ohře. Délka toku je 50,4 kilometru. Plocha povodí měří 185,7 km².

## Průběh toku
Pramení v Krušných horách zhruba 863 metrů nad mořem 2,5 km severozápadně od Hory Svatého Šebestiána v okrese Chomutov. Na některých mapách je jako Chomutovka mylně označován spojovací kanál z povodí Černé, který vede sedlem mezi Skelným a Novoveským vrchem.[zdroj⁠?!] Na úpatí Novoveského vrchu Chomutovka na svém říčním kilometru 48,595 napájí Novoveský rybník s rozlohou 2,04 hektaru a objemem 17 600 m³. Za Horou Svatého Šebestiána obrací svůj tok k jihovýchodu a 13 km dlouhým a přes 200 metrů hlubokým Bezručovým údolím se teče dolů z Krušných hor, které opouští na severozápadním okraji Chomutova. Protéká Chomutovem a dál pokračuje k jihovýchodu, nyní již mělkým a otevřeným údolím v bezlesé krajině. Teče mimo jiné přes Údlice, Velemyšleves, Bitozeves a Postoloprty, za nimiž ústí v nadmořské výšce 181 metrů zleva do Ohře.

### Větší přítoky
Významnější přítoky jsou pouze tři: Kamenička (L) a Křimovský potok (P) u Třetího mlýna v Bezručově údolí a Hačka (P) u Hořence.

## Vodní režim
Průměrný průtok u ústí činí 1,02 m³/s.
Hlásné profily:
| místo               | říční km | plocha povodí | průměrný průtok (Qa) | stoletá voda (Q100) |
| ------------------- | -------- | ------------- | -------------------- | ------------------- |
| Třetí mlýn (Křimov) | 36,90    | 44,91 km²     | 0,54 m³/s            | 48,7 m³/s           |

## Mlýny
- Postoloprtský mlýn – Postoloprty, okres Louny, kulturní památka

## Galerie

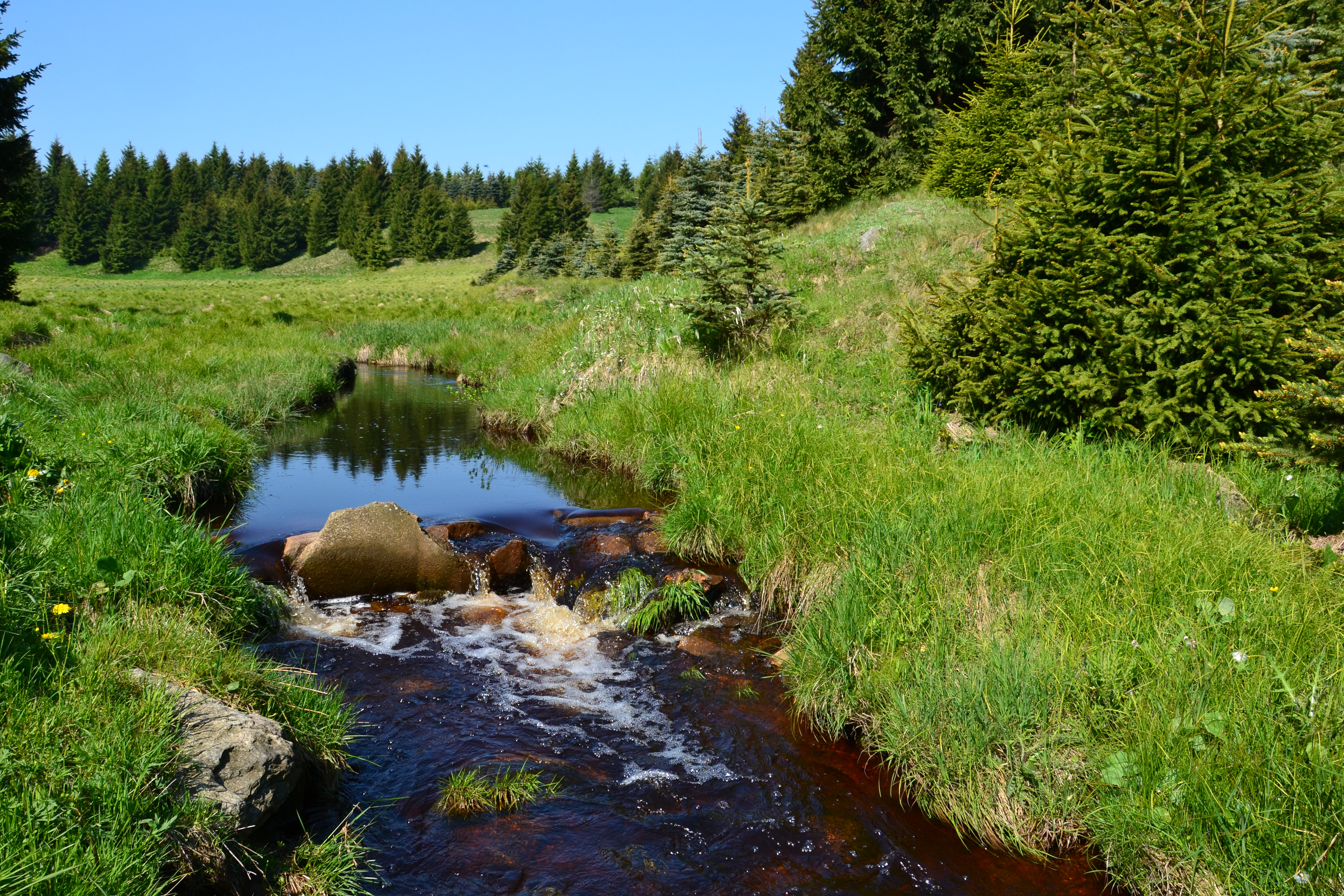
Chomutovka pod Horou Svatého Šebestiána
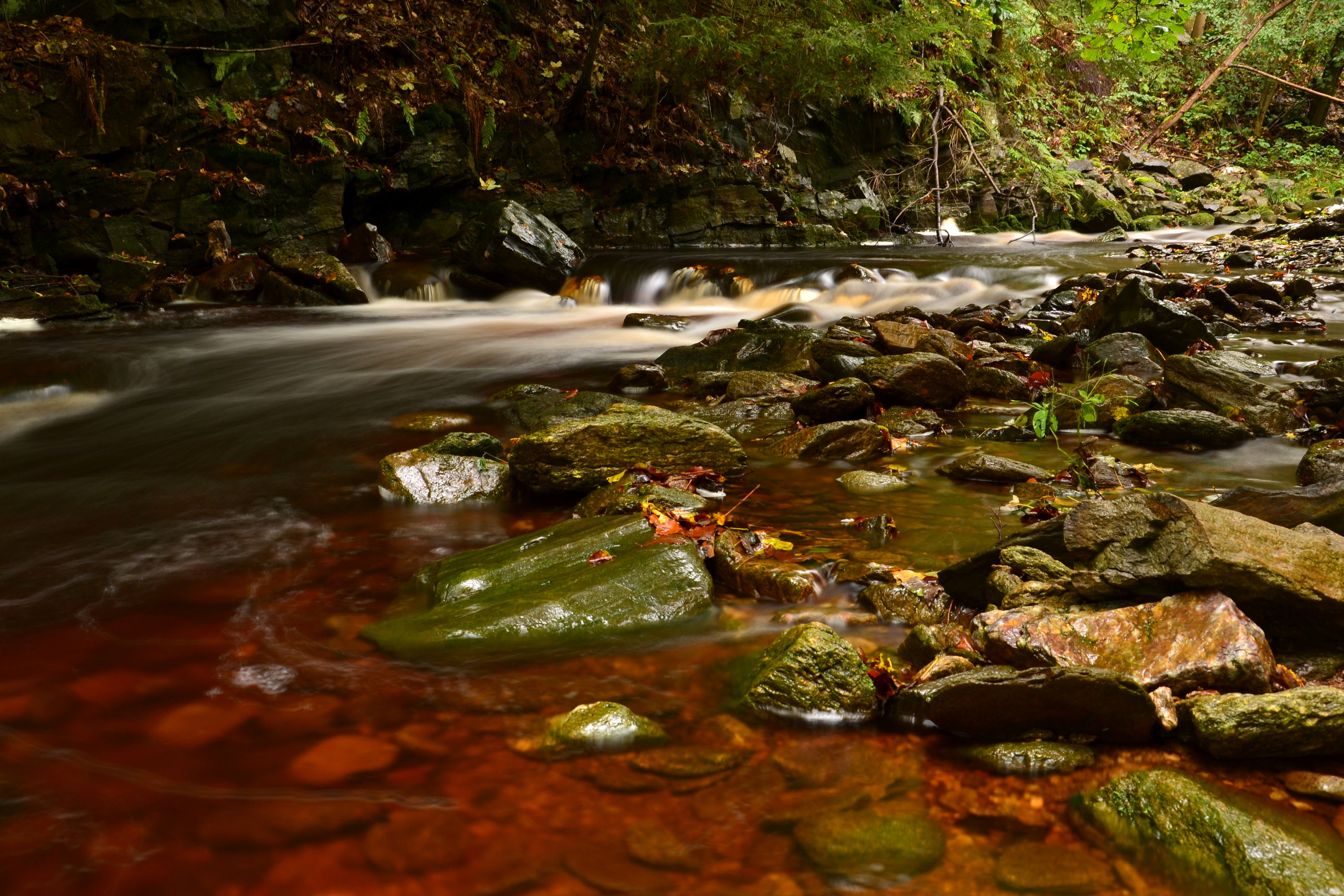
Chomutovka pod Tišinou
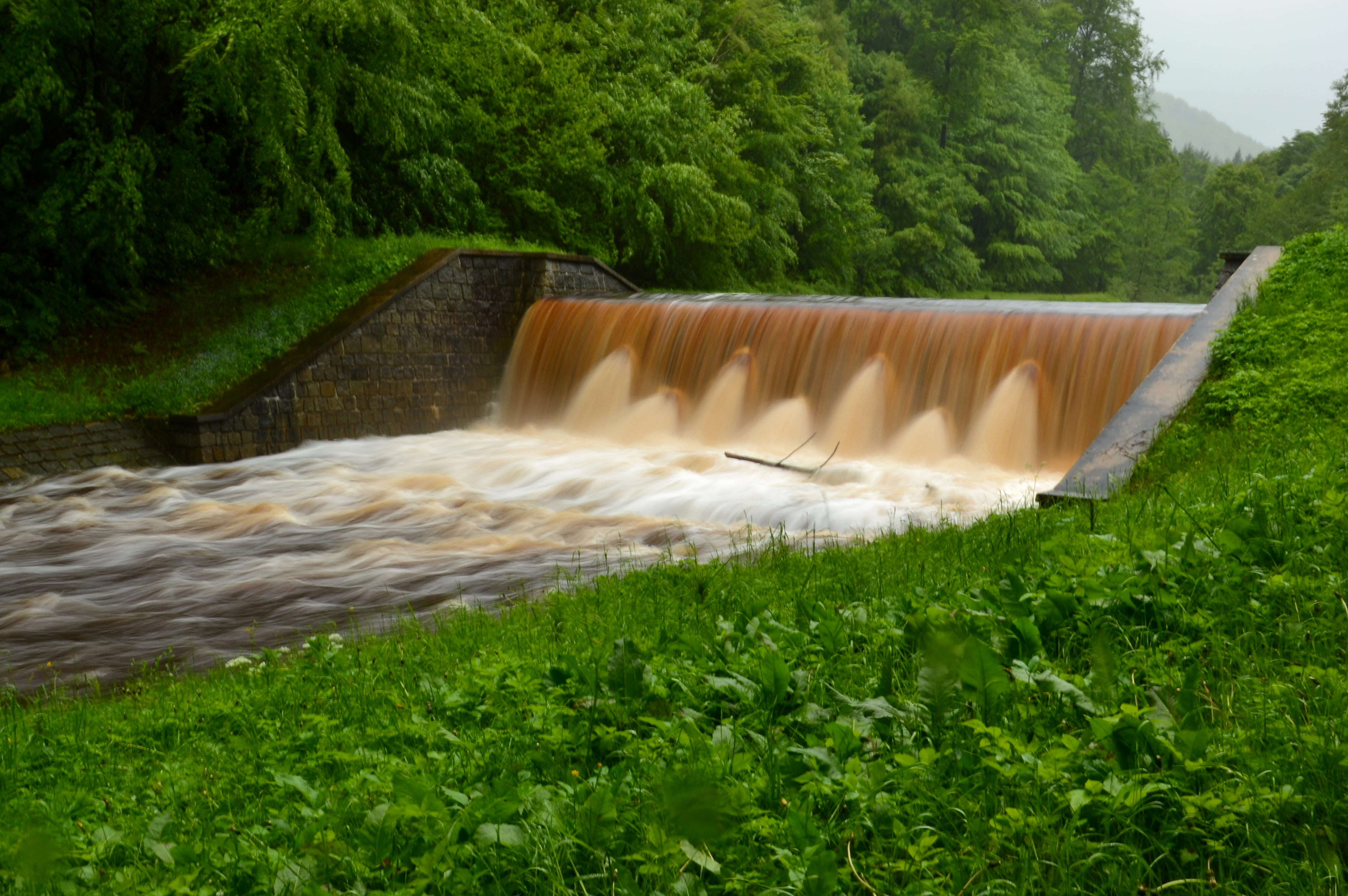
Přehrážka na Chomutovce nad bývalým Třetím mlýnem při povodni v červnu 2013